# Brintonia discoidea
Brintonia discoidea là một loài thực vật có hoa trong họ Cúc. Loài này được (Elliott) Greene mô tả khoa học đầu tiên năm 1895.